# クルステ・アサノヴィッチ
クルステ・アサノヴィッチ（Krste Asanović）は、アメリカ合衆国の電気工学者。カリフォルニア大学バークレー校の教授で、コンピュータアーキテクチャに関する多くの学術論文を執筆・共著している。2023年現在、RISC-V財団の理事長を務めている。

## 経歴
ケンブリッジ大学で電気・情報科学を学び、1987年に文学士号を取得。その後、カリフォルニア大学バークレー校に移り、1998年、ジョン・ワウジネックのもとで「Vector Microprocessors (Multimedia, VLSI)（ベクトル・マイクロプロセッサ（マルチメディア、VLSI）」と題する論文でコンピューターサイエンスの博士号を取得した。その後、マサチューセッツ工科大学（MIT）で働く。2005年にテニュアトラックの職を得る。2007年にカリフォルニア大学バークレー校に戻り、電気工学・コンピューターサイエンス学科の教授となった。

## 研究と業績
彼の研究の焦点と貢献者は、統合ベクトルプロセッサーであった。ベクトル・スレッド・アーキテクチャRISC-Vのコンセプトは、2010年にアサノヴィッチが当時の学生であったユンソプ・リー、アンドリュー・ウォーターマンとともに、デイヴィッド・パターソンの参加を得て開発した。インテルやARM社などの他のコンピュータ・アーキテクチャとは対照的に、彼らはRISC-Vのソースコードを、いわゆるオープンソース・ソフトウェアとして公開した。

## RISC-Vのファブレスを立ち上げ

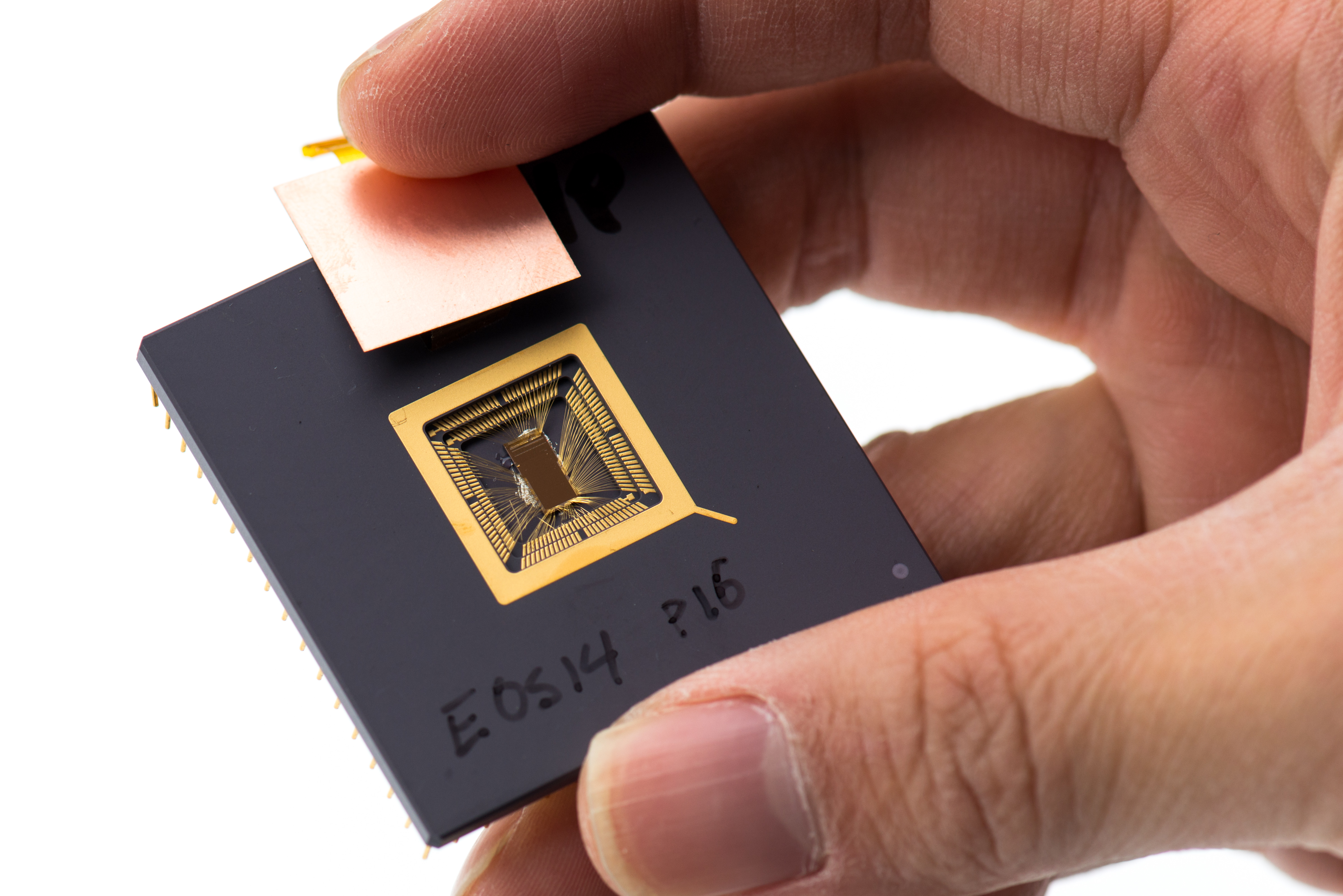
ユンソプ・リーが手に持っている2013年1月に製造されたRISC-Vプロセッサのプロトタイプ。

2015年、RISC-Vの研究者とともに、ファブレス半導体企業として商用RISC-VプロセッサIPを提供するSiFive社を共同設立し、設計責任者を務める。

## 受賞・栄典
コンピュータ・アーキテクチャへの貢献が認められ、2014年にIEEE（米国電気電子学会）のフェローに選出された。 2018年には「オープンなRISC-V命令セットとアジャイルハードウェアを含むコンピュータアーキテクチャへの貢献」によりACMフェローに選出された。

## 著作
- コンピュータサイエンス参考文献：クルステ・アサノヴィッチ
- 主要な著作：クルステ・アサノヴィッチ eecs.berkeley.edu
- クルステ・アサノヴィッチによる出版物